# Yonville
Pour les articles homonymes, voir Yonville (homonymie).

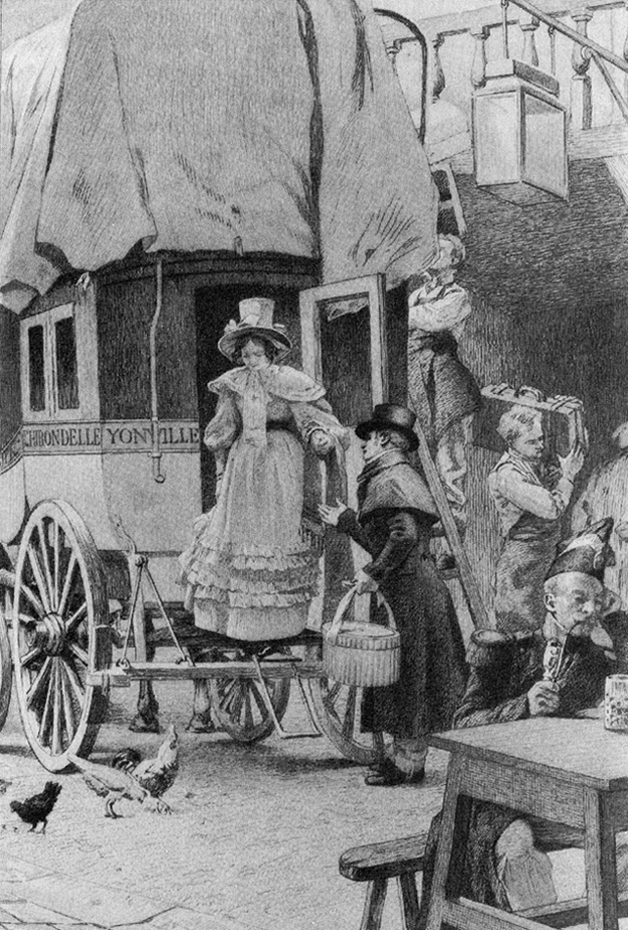
L’Hirondelle d’Yonville.

Yonville est le petit bourg fictif de Normandie où vit, dans le roman Madame Bovary de Gustave Flaubert (1857), Emma Bovary avec son mari, Charles Bovary. L’écrivain se serait inspiré du village de Ry, situé dans le département de la Seine-Maritime.

## Toponymie
Le nom complet est « Yonville-l’Abbaye », ainsi nommé à cause d’un monastère de capucins disparu.
On doit effectuer l’élision devant Yonville ; les grammairiens le rappellent parfois, Flaubert parlant à juste titre des « gens d’Yonville ».
Flaubert a doté le bourg d’un gentilé : les « gens d’Yonville » sont les Yonvillais.
Il existe un moulin d’Yonville sis sur le territoire de la commune de Citerne, dans le département de la Somme.
« Yonville-l’Abbaye » semble être une combinaison de Yerville et Ouville-l'Abbaye.

## Description
Le bourg est situé aux confins de la Normandie, de la Picardie et de l’Île-de-France, à 32 km (8 lieues) de Rouen, entre la route d’Abbeville et celle de Beauvais, au fond d’une vallée qu’arrose la Rieule, affluent de l’Andelle.
Économie : herbages, tourisme (stimulé par la publication des mésaventures de l’épouse du médecin local, M. Charles Bovary).
Église datant de Charles X, sans grand intérêt. Halles sur la grand place. Mairie de style classique. Quelques maisons traditionnelles intéressantes, dont l’ancienne pharmacie tenue par Homais.
Équipement hôtelier : auberge (« du Lion d’or »), débit de boisson (le « Café français »).

## Principaux habitants
M. Tuvache : le maire. Il a deux fils dont on ignore les noms.
Mme Tuvache : sa femme. Elle semble particulièrement intéressée par les ragots du bourg, n'hésitant pas à en créer. Commère, elle prétendra que Mme Bovary avait une liaison avec Léon Dupuis ; puis, elle l'espionnera, avec Mme Caron comme complice, peu avant le suicide de cette dernière, qui se rend chez Binet pour trouver de l'argent.
Charles Bovary : époux de Emma Bovary et officier de santé d’Yonville. Il déménage de Tostes à Yonville, car il s'inquiète de la santé de sa femme. Exemple même du cocu imbécile, il aime éperdument sa femme, à tel point qu'il mourra de chagrin, peu après l'enterrement de celle-ci.
Emma Bovary : héroïne du roman et épouse de Charles. En arrivant à Yonville, elle est enceinte. Elle s'attache à Léon Dupuis, tombant même amoureuse de lui, après son accouchement. Puis, après le départ de celui-ci, elle deviendra amante de Rodolphe Boulanger, projetant même de s'enfuir avec lui. Après leur rupture (sans départ), Emma tombera malade et s'enfoncera dans la religion. Elle deviendra l'amante de Dupuis qu'elle retrouvera à Rouen, sous prétexte d'aller prendre des leçons de piano. Ruinée par Lheureux, perdue dans ses rêves et ses désillusions, Emma se suicide avec de l'arsenic trouvé chez Homais.
Berthe Bovary : fille de Charles et d'Emma. Après la mort de ses parents, elle va chez une tante pauvre qui l'envoie travailler dans une filature de coton.
Léon Dupuis : amoureux d'Emma, il est clerc de notaire chez maître Guillaumin. Voyant que sa relation ne progresse pas avec Emma, à laquelle il n'ose se déclarer, il part pour Rouen, où il la retrouve et où elle devient son amante.
Rodolphe Boulanger : riverain d’Yonville, gentilhomme campagnard, il habite la Huchette (petit château proche du bourg). Vil séducteur, il enchaîne les maîtresses, dont Emma. Elle voudra s'enfuir avec lui, mais, dans une lettre de rupture, il la repoussera et lui donnera une nouvelle désillusion. Il inspira Georges Duroy dans Bel-Ami à Maupassant.
M. Homais : pharmacien du bourg, régnant dessus avec le curé Bournisien. Anticlérical et résumé de la philosophie des Lumières, bourgeois obséquieux et ambitieux, il est vaniteux, étalant son savoir devant chaque habitant ou voyageur, se vantant d'être membre d'une société savante, section pomologie (la science qui étudie les fruits). Il écrit des articles pour le Fanal de Rouen et a rédigé un traité sur le climat d’Yonville et sur la fabrication du cidre. Satire même du bourgeois de province, il obtient la Légion d’honneur à la fin du roman.
Mme Homais : femme du pharmacien ayant un aspect peu féminin, elle a, avec son mari, quatre enfants : Napoléon, Athalie, Franklin et Irma.
Bournisien : curé du village, incapable de compassion et d'écoute. Il s'oppose constamment à Homais.
Hivert : cocher de l'Hirondelle, diligence faisant la liaison entre Rouen et Yonville.
Lheureux : principal artisan du suicide d'Emma, avec Rodolphe et Léon, il est colporteur et vendeur d'étoffes. Il possède une boutique à Rouen. Il vend des tas de choses inutiles à Emma, qui s'endette jusqu'au cou, et, après une saisie chez Bovary, il menace de faire appel à la justice : Emma cherche désespérément de l'argent dans son entourage qui ne fait rien pour elle, et la décide à se suicider. On ne sait pas vraiment s'il habite Yonville, bien que tout le laisse penser (présence à l'enterrement d'Emma, etc).
Justin : cousin éloigné d'Homais, il est son apprenti et domestique. Adolescent amoureux d'Emma, il est complice de son suicide indirectement. D'ailleurs, seul lui sait que c'est un suicide, alors que l'on croit qu'Emma a pris pour du sucre ce qui est en réalité de l'arsenic en poudre blanche.
Mme Lefrançois : veuve, gérante du Lion d'or, en rivalité avec Tellier, le gérant du Café français, ruiné par Lheureux.
Binet : chasseur et chef de la brigade d’Yonville.
Maître Guillaumin : notaire d’Yonville chez qui travaille Léon au début du roman. Il possède la plus belle maison de la région et fait des avances à Emma quand celle-ci cherche désespérément de l'argent.
Théodore : domestique de Guillaumin. Il entretient une liaison avec Félicité, la bonne des Bovary, avec laquelle il s'enfuit à la fin du roman, après la mort d'Emma.
Félicité : bonne des Bovary. Elle s'enfuit avec Théodore, emportant toutes les robes d'Emma.
Mère Rolet : nourrice de Berthe, vivant un peu en retrait du bourg.
Lestiboudois : fossoyeur du bourg et sacristain de l'église. Il fait pousser des pommes de terre dans le cimetière.

## Analyse des personnages
Flaubert crée, dans le bourg fictif, ainsi que dans toute l’œuvre, un dédoublement des personnages qui se complètent et s'opposent : Homais/Bournisien, Léon/Rodolphe, Emma/Charles, Père Rouault/Madame Bovary mère, Mme Homais/Emma. Les duos ne sont pas étrangers à l’œuvre de Flaubert : Bouvard et Pécuchet dans Bouvard et Pécuchet, Frédéric et Deslauriers dans l'Éducation sentimentale. Avec ce procédé de dualité, Flaubert déshumanise les personnages en les faisant agir de manière contraire, a contrario de l'être humain qui se veut unique.